# Gymnophaps
Gymnophaps es un género que comprende tres especies de Carpophages, pájaros de la familia de las Columbidae.

## Lista de especies
Según la clasificación de referencia (versión 5.1, 2015) del Congreso ornitológico internacional (orden filógeno):
- Gymnophaps albertisii
- Gymnophaps mada
- Gymnophaps stalkeri
- Gymnophaps solomonensis